# 譜號
谱号（法語：clef，字面意义是“钥匙”）是五线谱中的一个符号，用來表示乐谱中不同位置的音高。谱号通常是一个音名字母的变体，放在五线谱中的某个位置上，表示该位置上的音高。谱号的作用范围到下一个谱号出现或者行尾。使用某种谱号的谱表即为其谱号名称的谱表，例如使用高音谱号的谱表叫做高音谱表。

## 常用譜號
如今的音乐通常会使用四种谱号，分別是高音譜號（G）、低音譜號（F）、中音譜號（C）和打击乐谱号。前三种谱号能够定义谱号后音符的音高，而最后一种谱号专门用于记录无确定音高或不精确音高的打击乐器谱。除此之外，也存在高低八度的高低音谱号、吉他六线谱（Tablature）等特殊谱号。
| 譜號 | 名稱              | 標示音高 絕對音名(傳統/現代) | 標示位置/準則                  | 示例 |
| ---- | ----------------- | ---------------------------- | ------------------------------ | ---- |
|      | 高音譜號（G譜號） | 小字一組g1 / G4              | 開始畫高音譜表時穿過的第一條線 |      |
|      | 中音譜號（C譜號） | 小字一組c1 / C4              | 調號中央夾住的那條線           |      |
|      | 低音譜號（F譜號） | 小字組f / F3                 | 調號兩點夾住的那條線           |      |
|      | 打击乐谱号        | 无                           | 根据不同乐器的实际需要而定     |      |

當譜號的位置定了後，五線譜上不同位置的音高便能透過譜號所定立的基準而得出。同樣，在單行樂譜閱讀中，為免減少不必要的附加線或需要使用雙行／多行式樂譜，在相關的位置更換譜號，便能更方便演奏者去讀譜。
各款譜號可以根據實際需要，向上或向下調整它的標示位置，以達到最佳的顯示效果，音樂历史上曾出現過以下形式的譜號（但不限于此）：
從左起依次序為：
| 序号 | 按音高来分                  | 按声部来分                |
| ---- | --------------------------- | ------------------------- |
| 1    | 上高音譜號/古法国式高音譜號 |                           |
| 2    | 高音譜號                    | 童聲譜號                  |
| 3    |                             | 女高音譜號                |
| 4    |                             | 女次高音譜號(女中音譜號)  |
| 5    | 中音譜號                    | 女低音譜號                |
| 6    | 次中音譜號                  | 男高音譜號                |
| 7    | 上低音譜號 (中音譜號式)     | 男次高音譜號 (中音譜號式) |
| 8    | 上低音譜號 (低音譜號式)     | 男次高音譜號 (低音譜號式) |
| 9    | 低音譜號                    | 男低音譜號                |
| 10   | 倍低音譜號                  |                           |

## 不同谱号的适用乐器
现今的有音高乐器通常只会使用高音、中音、次中音和低音谱表四种谱表，其适用的乐器包括但不限于：
- 高音谱表：短笛、长笛、双簧管、英国管、单簧管、萨克斯管、小号、圆号、小提琴、（大管、中提琴、大提琴、低音提琴偶尔使用）、吉他、笛、箫、唢呐、笙、管、柳琴、月琴、三弦、高胡、二胡、板胡、中胡、京胡等。
- 低音谱表：大管、长号、低音长号、大号、大提琴、低音提琴、定音鼓、古琴、大阮等。
- 中音谱表（德語：Altschlüssel）：中提琴、大提琴、中阮等。
- 次中音谱表（德語：Tenorschlüssel）：大提琴、长号等。

## 低音谱号
一种低音谱号，可在谱表第三线或第四线记录。该谱号中，基线用冒号表示，构成F-2音调。 最常见的位置 — 是第四线。 在这一结构中，钢琴的C-3中音调，占用第一个上边的附加线。 所以经常可遇到一个说法，高音谱号是从低音谱号结束的地方开始的。
这一谱号用于左手记录键盘乐器，在C记录如大提琴、低音提琴、低音管、低音大喇叭、次中音号那样低音区乐器以及男声（男高音、男中音、男低音）。
此外，低音谱号可以在第三线上记录，从而能够采用更高的音区。 在过去，位于这一较高位置的谱号用于记录男中音，但在现代音乐中它用的很不经常。